# ウェワク国際空港
ウェワク国際空港（Wewak Airport）は、パプアニューギニア、東セピック州の州都ウェワクにある元国際空港。現在では国際便は就航しておらず、パプアニューギニア国内の地方主要空港との便のみが就航している。ウェワク中心部からは車で15分ほどの距離にあり、ニューギニア航空の国内線主力旅客機であるフォッカー100が離着陸可能なウェワク近隣で唯一の空港である。エアラインズPNGのオフィスが空港に隣接しており、平日昼間であればチケットの購入が可能。

## 就航路線
| 航空会社         | 就航地                                    |
| ---------------- | ----------------------------------------- |
| ニューギニア航空 | マダン, ポートモレスビー, バニモ          |
| エアラインズPNG  | マウントハーゲン                          |
| Travel Air       | Lae, ポートモレスビー・ジャクソン国際空港 |